# كوفي أووسو
كوفي أووسو (بالإنجليزية: Kofi Owusu)‏ هو لاعب كرة قدم غاني، ولد في 5 أبريل 1991. لعب مع نادي أدوانا ستارز.